# Folclore de Nicaragua
El folklore de Nicaragua  es el conjunto de los elementos que conforman la cultura popular tradicional del país. Nicaragua es una tierra rica en folklore, con múltiples influencias culturales de los diversos pueblos que la conforman, mayormente indígenas, europeos y africanos. La tradición folklórica nicaragüense posee diversas manifestaciones culturales que incluyen la música, la danza, las leyendas y tradiciones, las canciones, los proverbios populares, las bombas y retahílas, los cuentos, los refranes, los romances, las adivinanzas, los instrumentos coloniales y las canciones tradicionales, que son comunes y reconocibles por la mayoría de la población del país y que generalmente son utilizadas durante las festividades populares y patronales, y que varían de acuerdo a cada región y pueblo.

## Teatro
En teatro folclórico destaca la obra El Güegüense (también conocido como Macho Ratón) es un drama satírico y fue la primera obra teatral de la literatura nicaragüense. El Güegüense es una síntesis de la fusión de las culturas española e indígena que combinan el teatro, la danza y la música, siendo considerada entre las expresiones folclóricas y literarias más distintivas de la época colonial en América Latina.
Fue escrito por el autor anónimo en el siglo XVI, convirtiéndose en una de las más antiguas obras de teatro indígena del Hemisferio Occidental.

## Leyendas
El imaginario popular nicaragüense tiene una gran cantidad de mitos y leyendas en todas las regiones del país, entre ellas: 
- "Arrechavala y su caballo" en León
- "El punche de oro" que sale entre las ruinas de la iglesia de Veracruz en Sutiaba, guarda el encanto del cacique Adiac, que fue ahorcado en un inmenso árbol de Tamarindo (León)
- "El Padre sin cabeza" en León
- "La Mocuana" en la Región Central Norte (Nueva Segovia, Estelí y Matagalpa)
- "Chico Largo" de Charco Verde en la isla de Ometepe
- "El Cadejo"
- "La Carreta Nagua o Carreta Nahua"
- "La Cegua" o "Siguanaba"
- "El Sisimique" ("Sisimihski" o "Ulak" en idioma misquito) en la Región Central Norte (Nueva Segovia, Jinotega y Matagalpa) y Costa Caribe Norte
- "La chancha bruja" con versiones en Juigalpa, Mateare, Somotillo, Villanueva y muchos lugares
- "La Mona" muy popular en ciudades como Masaya, León y Granada

## Danzas
En festivales de tipo carnavalesco llenos de danzas bulliciosas y coloridas destacan:
- El Torovenado en la ciudad de Masaya
- Fiesta de los Agüizotes en la ciudad de Masaya
- Los Mantudos en los municipios de Chinandega, El Viejo y León
- Los Chinegros en el municipio de Nindirí